# Matheus Martinelli
Matheus Martinelli Lima (Presidente Prudente, Brasil; 5 de octubre de 2001), conocido como Matheus Martinelli, es un futbolista brasileño. Juega de centrocampista y su equipo actual es el Fluminense de la Serie A.

## Trayectoria
Matheus Martinelli pasó por las inferiores de diversos clubes (Marília, Osvaldo Cruz y Grêmio Prudente), hasta que en 2017 entró a las inferiores del Fluminense.
Debutó en el primer equipo del Flu el 1 de diciembre de 2020 en el empate 0-0 ante el Red Bull Bragantino por la Serie A. Muy joven, se ganó un lugar en el equipo titular y se le asignó el dorsal 8. En enero de 2023 renovó su contrato con el club.

## Estadísticas
Actualizado al último partido disputado el 25 de septiembre de 2024.
| Club                | Div.          | Temporada     | Liga  | Liga  | Estatal | Estatal | Copas nacionales | Copas nacionales | Copas internacionales | Copas internacionales | Total | Total |
| Club                | Div.          | Temporada     | Part. | Goles | Part.   | Goles   | Part.            | Goles            | Part.                 | Goles                 | Part. | Goles |
| ------------------- | ------------- | ------------- | ----- | ----- | ------- | ------- | ---------------- | ---------------- | --------------------- | --------------------- | ----- | ----- |
| Fluminense · Brasil | 1.ª           | 2020          | 13    | 3     | —       | —       | —                | —                | —                     | —                     | 13    | 3     |
| Fluminense · Brasil | 1.ª           | 2021          | 31    | 0     | 10      | 0       | 5                | 0                | 9                     | 0                     | 55    | 0     |
| Fluminense · Brasil | 1.ª           | 2022          | 28    | 1     | 14      | 1       | 7                | 0                | 6                     | 0                     | 55    | 2     |
| Fluminense · Brasil | 1.ª           | 2023          | 28    | 2     | 12      | 1       | 1                | 0                | 8                     | 0                     | 49    | 3     |
| Fluminense · Brasil | 1.ª           | 2024          | 22    | 1     | 7       | 0       | 4                | 0                | 14                    | 0                     | 47    | 1     |
| Fluminense · Brasil | Total club    | Total club    | 122   | 7     | 43      | 2       | 17               | 0                | 37                    | 0                     | 219   | 9     |
| Total carrera       | Total carrera | Total carrera | 122   | 7     | 43      | 2       | 17               | 0                | 37                    | 0                     | 219   | 9     |

## Palmarés

### Títulos estatales
| Título             | Club       | País           | Año  |
| ------------------ | ---------- | -------------- | ---- |
| Campeonato Carioca | Fluminense | Río de Janeiro | 2022 |
| Campeonato Carioca | Fluminense | Río de Janeiro | 2023 |

### Campeonatos internacionales
| Título              | Equipo           | País           | Año  |
| ------------------- | ---------------- | -------------- | ---- |
| Copa Libertadores   | Fluminense F. C. | Río de Janeiro | 2023 |
| Recopa Sudamericana | Fluminense F. C. | Río de Janeiro | 2024 |